# Ryan Walker
Ryan Walker (Arlington, Washington, 26 de noviembre de 1995) es un jugador profesional estadounidense de béisbol que se desempeña en la posición de lanzador en San Francisco Giants, equipo de las Grandes Ligas de Béisbol (MLB).

## Carrera
Fue seleccionado en la 31.ª ronda en el Draft de la MLB de 2018. En 2023 hizo su debut profesional con el equipo San Francisco Giants, donde lleva jugando dos temporadas.